# Wappen der Salomonen
Das Wappen der Salomonen wurde anlässlich der Unabhängigkeit am 7. Juli 1978 angenommen.

## Beschreibung
Der goldene Schild ist durch ein grünes Andreaskreuz schräggeviert; das Kreuz ist mit zwei gekreuzten, silbernen Speeren, schwarzen Pfeilen und einem braunen traditionellen Schild belegt. 
Im linken und rechten goldenen Feld befindet sich je eine braune Schildkröte. 
Im blauen Schildhaupt befindet sich ein schreitender Adler zwischen zwei fliegenden Fregattvögeln, beides in natürlichen Farben. 
Helmwulst und -decke sind silbern-blau, als Helmzier dient ein traditionelles Boot, über dem eine stilisierte Sonne schwebt. 
Schildhalter sind ein Salzwasserkrokodil und ein Hai. 
Der Schild ruht auf der stilisierten, braunen Darstellung eines Fregattvogels, unter der ein rot-goldenes Spruchband das Staatsmotto in englischer Sprache wiedergibt: 
„To Lead is To Serve.“
(„Führen heißt Dienen.“)

## Symbolik

Koloniales Wappen, einfache Form

Die einzelnen Symbole im Schild stehen für vier Distrikte des britischen Protektorats der Salomon-Inseln, die den Staat bildeten: 
1. Der Adler steht für Malaita.
2. Pfeil und Bogen stehen für den Central District.
3. Die Schildkröten stehen für den Western District.
4. Die Fregattvögel stehen für den Eastern District.

Diese vier Symbole befanden sich auch im kolonialen Wappen unter dem britischen Löwen im Schildhaupt.
Ein weiteres Wappen der Kolonialzeit zeigte in Rot eine silberne Schildkröte, im Schildhaupt in Schwarz acht silberne Spitzen, die die acht Hauptinseln repräsentierten.